# Lamponella taroom
Lamponella taroom là một loài nhện trong họ Lamponidae. Loài này được phát hiện ở Queensland.